# Вроцлавська Опера
Вроцлавська Опера (пол. Opera Wrocławska) — оперний театр у Вроцлаві.
Будівлю сучасного оперного театру зведено у 1839—1841 роках за проєктом німецького архітектора Карла Фердинанда Ланґганса. Будівлю перебудовували у 1865—1872 роках, а 1945 року з політичних причин з будівлі було знято фігури муз, а також скульптури ряду австрійських та німецьких діячів.
Початково будівля мала назву «Міський театр», оперні спектаклі почали ставити у театрі на початку XX століття. На сцені Вроцлавського оперного театру бували такі визначні митці, як Ріхард Вагнер, Ріхард Штраус, Вільгельм Фуртвенглер, Нікколо Паґаніні, Антон Рубінштейн, Ференц Ліст та Генрик Венявський.